# TV3 (Estonia)
TV3 Estonia este o televiziune privată generalistă din Estonia care face parte din grupul media Modern Times Group.

## Legături externe
- Site web oficial